# Kinesisk poesi
Den kinesiska poesin är en högt skattad litteraturgenre i Kina. Den klassiska kinesiska poesin innefattar bland annat formerna shi, ci och qu samt en sorts prosadikt som kallas fu. I modern tid har fri vers i västerländsk stil vuxit fram. All traditionell kinesisk vers är rimmad, men det finns även rimmade texter som inte klassificeras som poesi – till exempel rimmar många rader i I Ching, men denna bok räknas ändå inte som poesi.

## Tidig poesi
Det kan ha funnits flera stora samlingar av tidig poesi i det antika Kina, men de äldsta som överlevt Qin Shihuangs bokbål är Sångernas bok och Elegierna från Chu, den förra från Vår- och höstperioden (770–481 f.Kr.) och den senare från De stridande staternas tid (481–221 f.Kr.).
Sångernas bok (詩經 Shī Jīng) är därmed den äldsta samlingen av kinesiska dikter. Den innefattar både aristokratiska poem (”oden”) och mera bondsk poesi, förmodligen med ursprung i folkvisor (”sånger”). De flesta utgörs av rader om fyra stavelser.
Den andra, mera lyriska och romantiska samlingen, Elegierna från Chu (kinesiska: 楚辭?, pinyin: Chŭ Cí) består huvudsakligen av dikter som tillskrivs en man vid namn Qu Yuan och hans efterföljare Song Yu. Dikterna här har rader av oregelbunden längd, i en stil som var vanlig i den dåtida staten Chu.

## Klassisk poesi
Under Handynastin (206 f.Kr.– 220 e.Kr.) övergick Chu-stilen i den nya lyriska formen fu (kinesiska: 賦?, pinyin: fù), en sorts rimmad vers men med inledning och avslutning på prosa, ofta i form av frågor och svar. Samtidigt fortsatte den statliga Musikbyrån (kinesiska: 樂府?, pinyin: Yuèfŭ) den tradition som påbörjats med Sångernas bok att samla in och bearbeta visor och dikter – shi (kinesiska: 詩?, pinyin: shī). Det rörde sig om lyriska sånger, både ursprungliga folkvisor och hovimitationer, däribland en del skrivna av de allra största skalderna, såsom Li Bai på 700-talet. Fu och shi utgjorde tillsammans de två hörnstenarna i kinesisk poesi i några århundraden tills shi slutligen tog överhanden under Tangdynastin (618–907).
Från 100-talet e. Kr. och framåt utvecklades yuefu-lyriken till den ”kanoniska” shi, den form som dominerat kinesisk poesi ända fram till modern tid. Raderna i dessa shi har fem eller sju stavelser (skrivtecken) med en cesur före de tre sista stavelserna i raden. De indelas i den lite friare gutishi (kinesiska: 古體詩?, pinyin: gŭtĭshī ”gammalvers”) och jintishi (kinesiska: 近體詩?, pinyin: jìntĭshī ”nyvers”), en mera sträng form, uppkommen under Tang, med regler för bland annat ordton i så gott som varje stavelse. De allra största författarna av gutishi och jintishi var Li Bai och Du Fu.
Mot slutet av Tangdynastin började versformen ci (kinesiska: 詞?, pinyin: cí) 　bli vanlig. Ci var nya texter avsedda att kunna sjungas till populära melodier. Melodierna är nu sedan länge glömda, men deras rytmer finns kvar i dikterna. Alla ci som har exempelvis etiketten ”Till melodin Fjärilen älskar blommor” har alltså just den meter och rytm som den sången en gång hade. Ci uppkom under Tang men blomstrade framför allt under Songdynastin (960–1279). Ci-verserna har ofta en lyrisk, intim karaktär och är ofta skrivna i jagform, men de största företrädarna för genren, som Li Houzhu och Su Shi, skrev om ett brett spektrum av ämnen.
Efter Song blev ci-dikterna blev mera litterära och konstlade och gav plats åt sanqu (kinesiska: 散曲?, pinyin: sǎnqǔ), en friare form som hämtade kraft ur nyare sånger. Den kinesiska teatern kom att ta upp sanqu-sånger, vilket var ett viktigt steg i utvecklingen av en litteratur på samtida talspråk.

## Senare klassisk poesi
Efter Songdynastin fortsatte man att skriva dikter, särskilt shi, fram till kejsartidens slut, och i mindre omfattning ända till idag. Dessa senare verk har emellertid alltid betraktats som underlägsna dem från den klassiska tiden, i synnerhet dem från Tang. Den främsta orsaken till det var att man kände en sådan vördnad för den klassiska kulturen att varken författare eller läsare kunde tänka sig att nyskrivna verk kunde mäta sig med de gamla. En andra anledning var att de senare skaldernas svar på den tradition de ärvt var att skapa alltmer raffinerade dikter fulla med anspelningar på äldre verk, så att de nyare dikterna verkar preciösa eller helt enkelt svårbegripliga för nutida läsare. Ett tredje skäl var att befolkningstillväxt, ökad läskunnighet, större spridning av verken efter boktryckarkonstens uppkomst och mera omfattande arkivering ledde till att mängden verk att ta hänsyn till växte drastiskt, vilket gjorde det svårare att identifiera vilka nya stycken som var bra och bedöma dem noga. Däremot utvecklades folkspråkslitteraturen mycket under den här perioden, i synnerhet teatern och romanen, som nu blev de vanligaste uttrycksmedlen.

## Modern poesi
Moderna kinesiska dikter följer i allmänhet inga i förväg fastlagda scheman. Fjärde maj-rörelsen innebar en revolution för lyriken, då författarna övergav den klassiska kinesiskan och försökte anpassa sig till det talade språket. Skalder i början av 1900-talet som Xu Zhimo, Guo Moruo och Wen Yiduo lät sig inspireras av västerländska modeller för att frigöra sig från den klassiska kulturen; Xu, till exempel, följde noga den europeiska romantiska stilen med slutrim.
Under kommunisttiden lade sig skalder som Ai Qing ännu närmare vanligt lättflytande tal. Hans stil blev oerhört populär och imiterades ofta.
På den nutida poetiska arenan är de viktigaste och mest inflytelserika diktarna de så kallade dunkla poeterna (kinesiska: 朦朧?, pinyin: ménglóng), som är influerade av västerländsk modernism och använder sig av oklara hermetiska allusioner och metaforer. De mest kända, Bei Dao, Gu Cheng, Duo Duo och Yang Lian, gick i exil efter Protesterna på Himmelska fridens torg 1989 men några av dem har senare tillåtits att återvända till Kina.

## Kinesisk poesi på svenska
Sedan andra världskriget har det getts ut ett flertal volymer klassisk kinesisk lyrik i svensk översättning. Några av dem är:
- Jadeberget : kinesisk lyrik från Tangdynastin 618-906 på svenska av Erik Blomberg. Stockholm 1944
- Kineser : kinesiska dikter i översättning av Hwang Tsu-yü och Alf Henrikson; med vinjetter av Birger Lundquist. Bonnier. Stockholm 1945
- Mao Zedong: Den långa marschen : Mao Zedongs 38 dikter tolkade och kommenterade av Göran Malmqvist. W&W, Stockholm 1973. ISBN 91-46-10878-5
- Li Bai: Det långa ruset. Urval och tolkning av Göran Sommardal. (FIB:s Lyrikklubb, Tidens förlag, 1977)
- Skuggspel, klara vatten : Tangdikter tolkningar: Lars Bergquist; i samarbete med Li Keqian. Norstedt. Stockholm 1990. ISBN 91-1-891652-X

Modern kinesisk poesi som givits ut på svenska är bland annat:
- Malmqvist Göran, red (1986). Idag!: sju unga röster från Kina. Bra lyrik, 99-0425205-X. Höganäs: Bra böcker. Libris 573421
- Bei Dao; Malmqvist, Göran (2005). Samlade dikter. Stockholm: Norstedts. Libris 7156818
- Li Li, Göran Sommardahl, red (2007). En tunga ska växa ut: Ny kinesisk dikt. Stockholm: Föreningen Karavan. Libris 10485722